# リバティーンズ宣言
『リバティーンズ宣言』 (Up the Bracket) は、2002年10月14日にリリースされたイギリスのロックバンド、ザ・リバティーンズのデビュー・アルバム。
2003年9月3日に再リリースされ、追加トラックとして「ホワット・ア・ウェイスター」とDVD「アップ・ザ・ブラケット」「タイム・フォー・ヒーローズ」「アイ・ゲット・アロング」のPVが収録された。イギリスにおけるロック・シーン復活の始まりとなったアルバムである。

## タイトルとカバー
英語でのタイトル「アップ・ザ・ブラケット」とは、イギリスのコメディアンであるトニー・ハンコックが「ハンコックス・ハーフ・アワー」で使用したフレーズである。造語でのどにパンチをすることを意味する。また、「ヴァーティゴ」にもハンコックのフレーズが言及されている。ドハーティがハンコックのファンであることは有名である。
ジャケットには、アルゼンチンで起こった暴動に対する機動隊の写真が使用されている。これは、ミキシングの最終日にプロデューサーのミック・ジョーンズがガーディアンからコピーし、スタジオへ持ってきたものである。
『ローリング・ストーン誌が選ぶオールタイム・ベスト・デビュー・アルバム100』に於いて、58位にランクイン。

## 収録曲
全曲ピート・ドハーティとカール・バラーの作。
1. ヴァーティゴ "Vertigo" - 2:37
2. デス・オン・ザ・ステア "Death on the Stairs" - 3:24
3. ホラーショウ "Horrorshow" - 2:34
  - バンド初期の訴訟の対象となった曲と言われている。ドハーティの当時のガールフレンドであるフランチェスカの手紙から歌詞の一部が引用されている（フランチェスカはクレジットに記載されていない）。PV撮影が2001年に墓地で行われたが、公に発表されていない。
4. タイム・フォー・ヒーローズ "Time for Heroes" - 2:40
5. ボーイズ・イン・ザ・バンド "Boys in the Band" - 3:42
6. レディオ・アメリカ "Radio America" - 3:44
7. アップ・ザ・ブラケット "Up the Bracket" - 2:40
8. テル・ザ・キング "Tell the King" - 3:22
9. ザ・ボーイ・ルック・アット・ジョニー "The Boy Looked at Johnny" - 2:38
  - 元リバティーンズのメンバーでありレイザーライトのフロントマンであるジョニー・モーレルに関する曲である。
10. ベッギング "Begging" - 3:20
11. ザ・グッド・オールド・デイズ "The Good Old Days" - 2:59
12. アイ・ゲット・アロング "I Get Along" - 2:51
13. ホワット・ア・ウェイスター "What a Waster" - 2:57
14. モッキング・バード "Mockingbird" / メイデイ "Mayday"

- 「ホワット・ア・ウェイスター」と「モッキング・バード」はアメリカ盤、日本盤のボーナストラック。
- 「ホワット・ア・ウェイスター」はイギリスの再発売盤でのボーナストラック。
- 「メイデイ」はオーストラリア盤で「モッキング・バード」の後に続く隠しトラック。